# Atlético Olympic FC
Atlético Olympic Football Club w skrócie Atlético Olympic FC – burundyjski klub piłkarski grający w burundyjskiej pierwszej lidze, mający siedzibę w mieście Bużumbura.

## Sukcesy
- I liga[1]:
  - mistrzostwo (2): 2004, 2011.

- Puchar Burundi[2]:
  - zwycięstwo (1): 2000.

## Występy w afrykańskich pucharach
| Sezon | Rozgrywki           | Runda   | Kraj                          | Klub         | Dom | Wyjazd | Dwumecz |
| ----- | ------------------- | ------- | ----------------------------- | ------------ | --- | ------ | ------- |
| 2010  | Puchar Konfederacji | wstępna | Nigeria                       | Warri Wolves | 1–1 | 0–1    | 1–2     |
| 2012  | Liga Mistrzów       | wstępna | Demokratyczna Republika Konga | AS Vita Club | 4–1 | 0–5    | 4–6     |
| 2016  | Puchar Konfederacji | wstępna | Komory                        | Fomboni FC   | 2–0 | 0–1    | 2–1     |
| 2016  | Puchar Konfederacji | 1       | Gabon                         | CF Mounana   | 0–2 | 0–3    | 0–5     |

## Stadion
Domowe mecze klub rozgrywa na stadionie o nazwie Stade Intwari w Bużumburze, który może pomieścić 22000 widzów.